# ولاستونیت
ولاستونیت  (به انگلیسی: Wollastonite) با فرمول شیمیایی  از مجموعه کانی هاست و لومینسانس نارنجی تا کرم پررنگ کامل از خود نشان می‌دهد. از نام کانی‌شناس انگلستانی ولاستون W.Wolaston اخذ شده‌است. به سختی در HCl حل می‌شود. CaO:۴۸٫۳٪  SiO۲:۵۱٫۷٪  برای اولین بار در چک اسلواکی کشف شد و از نظر شکل بلور: قرصی با جهات طولی اصلی، رنگ: سفید - زرد - خاکستری، شفافیت: نیمه شفاف، جلا: شیشه ای، رخ: کامل- مطابق با سطح ,، سیستم تبلور: تری کلینیک و در رده‌بندی سیلیکات است همچنین خاصیت مغناطیسی ندارد و منشأ تشکیل آن دگرگونی مجاورتی است.
همایند کانی‌شناسی (پارانژ) آن سختی - اشعه X و واکنش‌های شیمیایی پیکتولیت - تره مولیت- وزوویان- کوارتز- گارنت و غیره است.
، از نظر ژیزمان بلوری - آگرگات شعاعی - رشته‌ای فراوان است و بیشتر در آلمان غربی، رومانی، فنلاند، مکزیک، آمریکا، کانادا، نامبیا یافت می‌شود.

## منبع
- پردیس کشاورزی ایران